# João Bosco da Silva
João Bosco, (Cruzeiro, São Paulo, 16 de dezembro de 1949) é economista, ex-vereador e líder comunitário, servidor público aposentado e político brasileiro, membro do Partido Comunista do Brasil, PCdoB.

## Início, Formação e Trajetória de Vida
Filho de Aristides Amâncio da Silva e Maria Chaves da Silva, ambos já falecidos. O mais novo de 6 filhos, ficou órfão de pai aos seis anos de idade. Seus pais eram operários, exerciam a profissão de magarefe em um grande frigorífico da cidade valeparaibana de Cruzeiro/SP.
Com 18 anos de idade deixou a família e a sua terra natal, Cruzeiro/SP e foi, junto com um grupo de amigos, morar em São José dos Campos/SP para estudar na Faculdade de Economia da então Fundação Valeparaibana de Ensino, hoje Univap – Universidade do Vale do Paraíba. Filho de família pobre, pagava as suas despesas com moradia e o ensino noturno com o salário que recebia trabalhando durante o dia, complementado com uma pequena ajuda financeira que recebia ocasionalmente da família, fruto de iniciativa de sua mãe que se cotizava com os parentes, amigos e vizinhos. Por sorte, contava com a boa vontade da direção da faculdade que não lhe cobrava os juros pelas mensalidades atrasadas. Mesmo assim, exercia a sua militância política de oposição ao regime militar na faculdade, onde foi dirigente estudantil do Diretório Acadêmico Campos Sales (Dacs).
Formou-se em 1971 e foi professor assistente em 1974/75, na mesma Faculdade de Economia. Frequentou diversos cursos de extensão universitária, de especialização e aperfeiçoamento em escolas públicas e particulares.
Também foi professor da Faenquil – Faculdade de Engenharia Química de Lorena, hoje EEL - Escola de engenharia de Lorena, integrada à USP – Universidade de São Paulo, durante o ano de 1975.
É militante do Partido Comunista do Brasil (PCdoB), desde a época em que o partido era clandestino. Foi vereador em São José dos Campos/SP durante vinte anos, de 1977 a 1996.
Aposentou-se em 20 de dezembro de 2012, pela Assembleia Legislativa do Estado de São Paulo - em cujo quadro de pessoal permanente ingressou mediante a prestação de concurso público - após contar com 38 (trinta e oito) anos de serviço público e 7 (sete) anos de serviços prestados junto à iniciativa privada.

## Presidência da Conam
Participou do congresso de fundação (1982) e foi presidente da Confederação Nacional das Associações de Moradores
(Conam), entidade que representa, congrega e unifica a luta das associações de moradores, uniões e sociedades amigos de bairros, vilas, favelas, mocambos, palafitas, cortiços, condomínios e conjuntos habitacionais existentes em todo o território brasileiro, de 1986 a 1989.
Foi eleito durante o 3.º Congresso da Conam, realizado no Ginásio do Estádio Nacional Mané Garrincha, em Brasília (DF) nos dias 21, 22 e 23 de março de 1986 e que contou com a participação de mais de 7.500 delegados com direito a voto de todo o Brasil, representantes de 23 Federações Estaduais e cerca de 4.000 Associações de Moradores.
Como presidente da Conam percorreu a quase totalidade dos estados brasileiros estimulando, organizando e apoiando a luta do movimento comunitário pelo direito do povo à Moradia Digna, pela Justiça Social, pelas Liberdades Democráticas e em defesa da Soberania Nacional.
Durante a sua gestão a Conam teve atuação destacada no processo de elaboração da nova constituição brasileira – a Constituição Cidadã de 1988, oportunidade em que o movimento comunitário, em conjunto com outras organizações da sociedade civil, apresentou Emendas Populares totalizando mais de um milhão de assinaturas, especialmente com o objetivo de assegurar princípios constitucionais consagrando: o direito do povo à Moradia Digna e à Gestão Democrática das Cidades; o Papel Social da Propriedade; Reformas Agrária e Urbana e Democracia Participativa.

## Liderança do Movimento Negro
Precursor da luta pela igualdade racial em São José dos Campos e Região.
Foi fundador e ativista do Movimento Sócio-Cultural da Comunidade Negra de São José dos Campos, nas décadas de 1980 e 1990. No mesmo período, foi um dos fundadores e dirigente da Frenapo – Frente Negra para Ação Política de Oposição.
Também militou na Unegro – União dos Negros pela Igualdade Racial.
Autor da Lei n. 4397, de 19 de maio de 1993, que declara Luanda capital de Angola, “Cidade-Irmã” de São José dos Campos.
Foi também o autor do Decreto Legislativo n. 05/1990, que concedeu o Título de “Cidadão Joseense” a Nelson Mandela, principal líder da luta contra o apartheid (odiento regime de discriminação racial que existia na África do Sul) e símbolo da Paz Mundial, que lhe foi pessoalmente entregue pelo Vereador João Bosco quando de sua visita ao Brasil, em Solenidade realizada na Assembleia Legislativa do Estado de São Paulo no dia 2 de agosto de 1991.

## Mandatos Eletivos - Vereador
Candidato não eleito a deputado estadual em 1986, 1994 e 2002. Foi candidato não eleito a prefeito de São José dos Campos/SP, pela legenda do PCdoB, em 2020.
Vereador em São José dos Campos durante quatro mandatos e vinte anos consecutivos, de 1977 a 1996. Em 1976, candidato pelo MDB obteve 1590 votos, ficando em 5º lugar entre os eleitos pela referida legenda. Em 1982, candidato pelo PMDB, obteve 2000 votos, ficando em 11º lugar entre os eleitos pela legenda. Em 1986 candidato pela Coligação União Popular - PMDB-PCdoB, obteve 2768 votos, ficando em 1º lugar entre os eleitos por essa coligação. E, em 1992, foi eleito com 2205 votos pela coligação Frente Brasil Popular - PT-PMN-PSB-PCdoB, ficando em 4º lugar dentro dessa coligação.
Durante os anos de 1983 a 1988, o Vereador João Bosco, seguindo os ditames da sua consciência, destinava de forma voluntária todo o “salário” que recebia mensalmente da Câmara Municipal para o PCdoB. Sobrevivendo nesse período, exclusivamente, com os vencimentos que recebia da Assembleia Legislativa do Estado de São Paulo, onde exercia a sua atividade profissional na condição de funcionário concursado.  A partir de 1989, seguindo diretrizes partidárias, passou a contribuir para o partido com o equivalente a 70% do que recebia da Câmara Municipal, retendo os 30% restantes para cobrir as suas despesas com o exercício do mandato de vereador.
João Bosco da Silva foi o primeiro vereador do Partido Comunista do Brasil a ser autorizado pela sua direção nacional a assumir pública e formalmente a legenda partidária após o fim do regime de exceção imposto ao país pelo golpe militar de 1964, os demais foram assumindo sucessiva e gradativamente a legenda comunista. O PCdoB precisava avaliar as consequências daquele ato. A cautela era decorrente do fato de que em 1948, encerrando breve período de vida legal, todos os seus parlamentares tiveram o mandato cassado, dentre eles o escritor Jorge Amado e o líder guerrilheiro Carlos Marighella, que tinham sido eleitos com mais outros 12 deputados do PCdoB,  em 1945, para a Assembleia Constituinte de 1946.
O Jornal Tribuna da Luta Operária, órgão de comunicação de massa do PCdoB, em sua edição n. 235, período de 23 a 29 de setembro de 1985, em matéria intitulada “Sede e vereador para o PCdoB” assim registrou o fato: “São José dos Campos, 300 mil habitantes, importante centro metalúrgico do Vale do Paraíba, São Paulo, inaugurou sábado dia 14 (de setembro de 1985) sua sede do Partido Comunista do Brasil. Na mesma ocasião, foi anunciada a Comissão Municipal do partido, que inclui oito membros, na maioria operários e moradores da periferia. O Vereador João Bosco, que exerce seu segundo mandato, desligou-se na véspera do PMDB para assumir a legenda dos comunistas, compondo também a Comissão Municipal. Entre os mais de 200 presentes no ato do PCdoB, estavam o vice-prefeito da cidade, Hélio Augusto de Souza (representando o prefeito Robson Marinho), o secretário de governo Carlos Sebbe, o Presidente do PMDB local, Ary Russo, o deputado federal Aurélio Peres, o dirigente regional comunista Antônio Barbosa, o líder da bancada do PMDB na Câmara e outros cinco vereadores, além de dirigentes de sindicatos e associações de bairro.” 
O acontecimento mereceu também o registro por parte da comunidade de informações do governo federal, conforme consta em documento com a chancela “Confidencial”, que se encontra em poder do Arquivo Nacional/Coreg-DF, sob o registro ACE n. 17444/85.
Por iniciativa do Vereador João Bosco, guerrilheiros que foram mortos em ação durante a Guerrilha do Araguaia (importante movimento rural de luta armada contra a Ditadura Militar pós 1964, organizado e levado a efeito pelo PCdoB), passaram a nomear ruas dos bairros populares Dom Pedro I e Dom Pedro II, em São José dos Campos/SP. Tais como: Rua HELENIRA RESENDE SOUZA NAZARETH, Rua MAURÍCIO GRABOIS, Rua OSVALDO ORLANDO DA COSTA, Rua CARLOS DANIELE e Rua DIÓGENES ARRUDA,(morto em dezembro/1979).
Além disso, homenageou os principais teóricos do Socialismo Científico: Rua MARX, Rua ENGELS e Avenida LÊNIN.
Também deixou registrado o nome do representante dos comunistas de sua terra natal (Cruzeiro/SP) no congresso de fundação do Partido Comunista do Brasil, em 25 de março de 1922: Rua HERMOGÊNEO FERNANDES DA SILVA.
Homenageou o jornalista e seu contemporâneo de Comitê Central do PCdoB, morto em outubro de 1992, com a Rua ROGÉRIO LUSTOSA.
Homenageou, ainda, os mártires da Chacina da Lapa: Rua ÂNGELO ARROYO, Rua JOÃO BATISTA FRANCO DRUMONT e Rua PEDRO POMAR.
Ao longo de todo o período em que esteve na vereança participou ativamente de importantes lutas políticas, sociais, democráticas e patrióticas do Povo Brasileiro.
Em 23 de setembro de 1984, João Bosco propôs que fosse realizado na capital paulista o primeiro comício da candidatura de TANCREDO NEVES para a presidência da República. A proposta foi feita durante a “GRANDE ASSEMBLEIA POPULAR DEMOCRÁTICA” - levada a efeito pelo PMDB, PTB e PDT com o apoio de partidos que se encontravam na ilegalidade, como o PCdoB e o PCB - realizada no Ginásio de Esportes do Estádio do Pacaembu, na Cidade de São Paulo. O evento contou com um público de mais de 2.500 pessoas. O Serviço Nacional de Informações – SNI/Agência de São Paulo (conforme documento que se encontra arquivado no Arquivo Nacional – coreg/DF, sob n. ACE 16.312/84) assim registrou o discurso que o vereador fez na oportunidade: “...  JOÃO BOSCO DA SILVA – vereador pelo PMDB de SÃO JOSÉ DOS CAMPOS/SP, disse que: “Os generais estão se reunindo porque já sabem que estão derrotados, mas mesmo assim, querem dar apoio ao ‘trombadinha MALUF’, mandando recado e intimidando o povo brasileiro”. Propôs que se fizesse no dia 15 Nov 84, um grande comício em SÃO PAULO, cuja proposta mereceu aprovação unânime. FERNANDO HENRIQUE CARDOSO ficou de submeter a proposta à apreciação da Comissão Organizadora.” 
Durante os vinte anos de exercício do mandato de vereador, João Bosco foi Vice-Líder do MDB, Líder do PMDB e Líder do PCdoB. Ocupou cargos de relevância nas comissões permanentes da edilidade joseense: 1977/1979 – Presidente da Comissão de Finanças e Orçamento; 1980/1981/1982 – Membro titular da Comissão de Finanças e Orçamento; 1983 - Presidente da Comissão de Finanças e Orçamento; 1983/1984 - Presidente da Comissão de Economia, Finanças e Defesa do Consumidor; 1988 - Membro titular da Comissão de Economia, Finanças e Defesa do Consumidor; 1989/1990 – Vice-Presidente da Comissão de Política Rural e Abastecimento; 1993 - Vice-Presidente da Comissão de Economia, Finanças e Defesa do Consumidor; 1994 - Presidente da Comissão de Economia, Finanças e Defesa do Consumidor; 1995/1996 – Vice-Presidente da Comissão de Economia, Finanças e Defesa do Consumidor.

### Mandato - Vereador 1977/1982
Projetos Aprovados
1. Lei n. 1728, de 21 de outubro de 1977, autoriza a Prefeitura Municipal de São José dos Campos a celebrar convênio com o Clube de Xadrez, com o objetivo de serem ministrados cursos de xadrez nas Escolas Municipais.
2. Lei n. 1975, de 29 de março de 1978, autoriza o Executivo a instituir o programa "Rua de Lazer".
3. Lei n. 1986, de 7 de abril de 1978, declara de Utilidade Pública o Clube de Xadrez de São José dos Campos.
4. Lei n. 2001, de 5 de maio de 1978, autoriza o Executivo a instituir a obrigatoriedade de fazer circular os ônibus urbanos de São José dos Campos durante a madrugada, no período compreendido entre zero hora e cinco horas.
5. Lei n. 2028, de 29 de junho de 1978, denomina "Nenê Cursino" (José Antônio Cursino, jornalista e fundador do Diário de São José dos Campos) a praça pública situada na esquina da Avenida 23 de Maio com a Rua São Pedro, na Vila Maria, em São José dos Campos.
6. Lei n. 2032, de 29 de junho de 1978, denomina via pública paralela com a via Dutra, sentido São Paulo-Rio de Janeiro, com o nome do rotariano, advogado e ilustre professor Dr. Sebastião Henrique da Cunha Pontes.
7. Lei n. 2118, de 20 de maio de 1978, autoriza o Executivo Municipal de São José dos Campos a implantar o setor de Serviço Social Escolar.
8. Lei n. 2133, de 20 de fevereiro de 1979, autoriza a Prefeitura de São José dos Campos a implantar e manter campos de futebol nos bairros e vilas do Município.
9. Lei n. 2138, de 23 de fevereiro de 1979, reconhece de Utilidade Pública o Grupo Espírita "Anjo Ismael".
10. Lei n. 2147, de 19 de março de 1979, autoriza a Prefeitura Municipal de São José dos Campos a celebrar convênio com a Superintendência Nacional do Abastecimento - Sunab, com o objetivo de promover a fiscalização junto aos estabelecimentos comerciais locais, dos preços dos produtos de elevado consumo popular para evitar o fenômeno indesejável da carestia.
11. Lei n. 2229, de 25 de setembro de 1979, dispõe sobre a aplicação dos benefícios do adicional por tempo de serviço de que trata a Lei 796 de 16 de agosto de 1961, aos servidores públicos da Câmara Municipal de São José dos Campos regidos pelo regime da CLT.
12. Lei n. 2269, de 21 de março de 1980, declara de Utilidade Pública a Sociedade Amigos do Bairro Novo Horizonte, localizado em São José dos Campos/SP.
13. Lei n. 2299, de 27 de junho de 1980, declara de Utilidade Pública a entidade de combate ao racismo “Movimento Sócio - Cultural da Comunidade Negra de São José dos Campos”.
14. Lei n. 2369, de 25 de novembro de 1980, declara de Utilidade Pública a "Associação Profissional dos Economistas do Vale do Paraíba e Litoral Norte – Apevali”.
15. Lei n. 2493, de 17 de agosto de 1981, declara de Utilidade Pública a Associação de Proteção ao Menor do Comissariado de Menores de São José dos Campos.
16. Decreto Legislativo n. 06/1979, concede a “Medalha Cassiano Ricardo" ao jornalista e folclorista, fundador do Jornal O Valeparaibano, Professor Francisco Pereira da Silva (Chico Triste).

### Mandato - Vereador 1983/1988
Projetos Aprovados
1. Lei n. 2691, de 9 de junho de 1983, declara de Utilidade Pública a “Fundação Fundo de Apoio aos Desempregados de São José dos Campos – Fade”.
2. Lei n. 2707, de 6 de julho de 1983, dispõe sobre a frequência dos alunos das escolas da rede pública municipal, que participarem de competições esportivas oficiais representando o Município de São José dos Campos.
3. Lei n. 2708, de 6 de junho de 1983, estabelece que a falta de pagamento de taxas ou contribuições pelo aluno, não impede a sua matrícula em escolas da rede municipal de ensino e dá outras providencias.
4. Lei n. 2763, de 1º de dezembro de 1983, institui o Dia de Solidariedade ao Povo Palestino, a ser comemorado anualmente no âmbito do Município de São José dos Campos.
5. Lei n. 2799, de 24 de fevereiro de 1984, determina que o movimento financeiro dos órgãos da administração direta e indireta do Município de São José dos Campos, será feito por meio do programa "Nossa Caixa Municipal”, da Caixa Econômica Estadual.
6. Lei n. 2814, de 29 de março de 1984, dispõe sobre a regulamentação das casas de diversões eletrônicas "Fliperamas", definindo distancias (seguras) entre estes estabelecimentos e as escolas de 1º e 2º graus.
7. Lei n. 2818, de 4 de abril de 1984, retira o nome do ditador General Emílio Garrastazu Médici da "Avenida Presidente Médici", via pública localizada na região central da Cidade de São José dos Campos, que passa a se chamar “Avenida Senador Teotônio Vilela”.
8. Lei n. 2849, de 5 de julho de 1984, autoriza a Prefeitura Municipal de São José dos Campos a celebrar convênios com farmácias e drogarias da cidade, possibilitando o desconto em folha de pagamento das compras efetuadas pelos seus servidores nesses estabelecimentos comerciais.
9. Lei n. 2962, de 28 de maio de 1985, oficializa a “Feira da Amizade Internacional” e dá outras providências.
10. Lei n. 2970, de 20 de junho de 1985, autoriza a Prefeitura Municipal de São José dos Campos a celebrar convênios com supermercados e similares da cidade, possibilitando o desconto em folha de pagamento das compras efetuadas pelos seus servidores nesses estabelecimentos comerciais.
11. Lei n. 2985, de 26 de agosto de 1985, veda a prática de exames ou testes de gravidez em candidatas a emprego público, no âmbito do Município de São José dos Campos.
12. Lei n. 3051, de 21 de novembro de 1985, dispõe sobre a regularização de construções residenciais populares clandestinas no Parque Novo Horizonte e dá outras providências.
13. Lei n. 3215, de 19 de janeiro de 1987, autoriza o Prefeito Municipal de São José dos Campos a desapropriar gado bovino, a fim de evitar a especulação do preço da carne.
14. Lei n. 3367, de 12 de agosto de 1988, estabelece a obrigatoriedade da menção do nome do autor do projeto quando da sanção e promulgação do mesmo pelo prefeito de São José dos Campos.
15. Lei n. 3426, de 22 de dezembro de 1988, proíbe a administração municipal de São José dos Campos de celebrar contratos de locação de veículos automotores de passeio, nas condições em que especifica.
16. Lei n. 3428, de 27 de dezembro de 1988, garante vagas nas escolas municipais de São José dos Campos a todas as crianças que concluírem a pré-escola do Município e dá outras providências.
17. Decreto Legislativo n. 05/1984, declara "Persona non Grata" cada um dos deputados federais e senadores que votarem contra a emenda constitucional Dante de Oliveira, que restabelece as eleições presidenciais diretas no Brasil.
18. Decreto Legislativo n. 06/1984, institui no município o "Dia de Repúdio ao Colégio Eleitoral”, esdrúxula instância deliberativa do Congresso Nacional que durante o Regime Militar escolhia, sem a participação dos cidadãos brasileiros, o presidente da República.
19. Decreto Legislativo n. 08/1984, autoriza a Câmara Municipal de São José dos Campos a celebrar convênios com farmácias e drogarias da cidade, possibilitando o desconto em folha de pagamento das compras efetuadas pelos seus servidores nesses estabelecimentos comerciais.
20. Decreto Legislativo n. 09/1984, considera "Persona non Grata" ao Município, cada um dos deputados federais que não compareceram à votação ou se abstiveram de votar durante a seção que rejeitou a emenda "Dante de Oliveira", restabelecedora das eleições diretas para Presidente da República no Brasil.
21. Decreto Legislativo n. 10/1984, impede o convite para quaisquer solenidades da Câmara Municipal de São José dos Campos, aos Deputados Federais que não compareceram à votação, votaram contra ou se abstiveram de votar a emenda "Dante de Oliveira", que restabelecia as eleições presidenciais diretas no Brasil.
22. Decreto Legislativo n. 12/1984, revoga o parágrafo único do artigo 1º do decreto legislativo n. 9/1984, o qual dispunha: “Parágrafo Único - O disposto neste artigo aplica-se a todos os parlamentares que participarem da votação no Colégio Eleitoral”.
23. Decreto Legislativo n. 02/1985, autoriza a Câmara Municipal de São José dos Campos a celebrar convenio com supermercados e similares da cidade, possibilitando o desconto em folha de pagamento das compras efetuadas pelos seus servidores nesses estabelecimentos comerciais.
24. Decreto Legislativo n. 03/1988, dispõe sobre a participação do representante da Câmara Municipal de São Jose dos Campos no Conselho Deliberativo da FVE - Fundação Valeparaibana de Ensino (atual Univap – Universidade do Vale do Paraíba).
25. Decreto Legislativo n. 07/1988, concede a Medalha de Honra ao Mérito do Trabalhador-"São José Operário" à Senhora Antônia de Lourdes Russo, funcionária da Câmara Municipal de São José dos Campos.

### Mandato - Vereador 1989/1992
Projetos Aprovados
1. Lei n. 4337, de 9 de dezembro de 1992, oficializa e inclui no Calendário de Festas do Município de São José dos Campos, os festejos relativos ao Carnaval e dispõe que a Prefeitura subvencionará os blocos e escolas de samba sediadas no Município.
2. Decreto Legislativo n. 05/1990, concede o Título de “Cidadão Joseense” a Nelson Mandela, principal líder da luta contra o apartheid, regime de discriminação racial da África do Sul.
3. Decreto Legislativo n. 04/1992, concede a “Medalha Cassiano Ricardo" à Senhora Albina da Silva, destacada militante do Movimento Negro joseense.
4. Decreto Legislativo n. 08/1992, cria o "Prêmio de Ecologia da Câmara Municipal de São José dos Campos" e dispõe a respeito.

### Mandato - Vereador 1993/1996
Projetos Aprovados
1. Lei n. 4393, de 22 de abril de 1993, cria a Meia-Entrada para estudantes, no ingresso a eventos culturais, esportivos e de lazer realizados em São José dos Campos.
2. Lei n. 4397, de 19 de maio de 1993, declara Luanda, capital de Angola, "Cidade Irmã" de São José dos Campos.
3. Lei n. 4479, de 24 de novembro de 1993, isenta os idosos do pagamento de ingresso em eventos culturais, esportivos e de lazer, realizados em São José dos Campos.
4. Lei n. 4503, de 16 de dezembro de 1993, dispõe sobre a reversão ao patrimônio público de São José dos Campos das áreas doadas pelo município a empresas públicas que forem objeto de privatização.
5. Lei n. 4678, de 3 de fevereiro de 1994, denomina a avenida que liga a continuação da Avenida Andrômeda ao Jardim Colonial de “Avenida dos Sindicalistas”.
6. Lei n. 4762, de 30 de outubro de 1995, dispõe sobre a instituição do mês de novembro de 1995, como o "Mês Zumbi dos Palmares", em homenagem ao tricentenário de sua morte.
7. Resolução n. 01/1993, institui a Comissão Interna de Prevenção de Acidentes - Cipa, na Câmara Municipal de São José dos Campos.
8. Resolução n. 05/1993, concede o Título de "Cidadão Joseense" ao Sr. Ismael Diogo da Silva, Cônsul Geral de Angola.
9. Resolução n. 06/1994, concede o Título de "Cidadão Joseense" ao Sr.Francisco Romão de Oliveira e Silva, Embaixador de Angola.

## Gestões Públicas
Chefe de Grupo do Projeto Rondon V, coordenando a Equipe integrada por estudantes universitários das áreas de Medicina, Enfermagem, Odontologia, Engenharia, Pedagogia, Economia, Direito, Ciências Biológicas e Sociais, Agrimensura, Veterinária, Nutrição, Comunicações Sociais e Agronomia das seguintes instituições: FVE - Fundação Valeparaibana de Ensino (atual Univap - Universidade do Vale do Paraíba), Unitau - Universidade de Taubaté, Unesp - Universidade Estadual Paulista, Escola de Engenharia Industrial da Associação Joseense de Ensino, USP - Universidade de São Paulo e ITA - Instituto Tecnológico de Aeronáutica, que atuou no Município de Amapá, no então Território Federal do Amapá, hoje Estado do Amapá, sob a supervisão geral do Professor Verdussen, do ITA e sob os auspícios do Ministério do Interior, em janeiro/fevereiro de 1970.
Coordenador Geral da Equipe Técnica da Prefeitura Municipal de Lorena/SP que elaborou o Plano Diretor de Desenvolvimento Integrado - PDDI do município, na gestão do Prefeito Carlos Marcondes, em 1974/1975.
Integrou a Equipe Técnica de Assessoria dos gabinetes de todos os deputados estaduais paulistas da legenda do PCdoB que exerceram mandato ao longo dos 33 anos em que trabalhou como servidor público concursado da Assembleia Legislativa do Estado de São Paulo. Nomeadamente os Deputados Estaduais BENEDITO CINTRA, JAMIL MURAD, ANA MARTINS, DÊNIS CARVALHO, NIVALDO SANTANA, PEDRO BIGARDI e LECI BRANDÃO, no período de 1979 a 2012.
Indicado pelos servidores ativos, aposentados e pensionistas do poder legislativo estadual para compor o Conselho Fiscal da Spprev – São Paulo Previdência, em 2008, presidiu aquele órgão de fiscalização e controle da gestão do regime próprio de previdência dos servidores públicos civis e militares estaduais, de agosto/2009 a maio/2010.
Secretário da Juventude – Prefeitura Municipal de São José dos Campos, em 2013.
Secretário de Esportes e Lazer – Prefeitura Municipal de São José dos Campos,
de janeiro/2013 a julho/2014. Durante a sua gestão foram viabilizadas e entregues as obras de reforma, ampliação e modernização do Estádio de Futebol Martins Pereira, o qual foi transformado em moderna arena multiuso de padrão internacional, com recursos financeiros oriundos do Governo Federal, do Município e do Governo do Estado de São Paulo.
Presidente do Fadenp - Fundo de Apoio ao Desporto Não Profissional de São José dos Campos, de janeiro/2013 a julho/2014.

## Atuação Política e Social
Militante do Partido Comunista do Brasil, PCdoB, cuja legenda integra desde a dura época da clandestinidade, foi dirigente municipal e estadual do partido. Durante a realização do 7º Congresso Nacional do PCdoB, em maio de 1988, o primeiro a ser realizado em condições de legalidade desde a época de fundação do partido em 1922, foi eleito e passou a integrar, também, o seu Comitê Central (direção nacional),  sob a liderança de JOÃO AMAZONAS, cumprindo o mandato de 1988 a 1992.
Logo após a sua eleição para o Comitê Central do PCdoB, tendo na lembrança a “Chacina da Lapa” (trágico episódio em que a quase totalidade dos principais membros da direção nacional do PCdoB foram assassinados covardemente por integrantes dos órgãos de repressão da ditadura militar, em 16 de dezembro de 1976) e convencido de que naquela determinada circunstância e momento histórico a melhor maneira de praticar a sua ideologia socialista - além da sua dedicação cotidiana ao partido - era colocar todo o seu patrimônio material à disposição do partido na eventualidade de sua morte, João Bosco registrou no 3º Cartório de Notas da Comarca de São José dos Campos/SP (Livro n. 258, folhas 61 e 62), em 15 de agosto de 1988, por livre e espontânea vontade, o seu Testamento, destinando todo o seu patrimônio pessoal, móveis, imóveis, dinheiro, créditos que possuísse ao tempo de seu falecimento, em favor do Partido Comunista do Brasil. Esse Testamento só veio a ser revogado (Livro n.493, fl. 86, do mesmo Cartório) treze anos depois, no dia 11 de junho de 2001, nove anos após o término do seu mandato no Comitê Central do PCdoB e um ano após o nascimento do seu primeiro filho.
Militante do Cesc – Comitê Estudantil Secundarista Cruzeirense, organização política juvenil de oposição ao regime militar, clandestina, sob orientação política dos comunistas, de 1965 a 1967. E, nessa condição, foi um dos líderes da greve geral dos estudantes secundaristas de Cruzeiro, que ocorreu durante aquele período, pleiteando a instalação de um curso de nível superior no referido município.
Presidente do Interact Club de Cruzeiro, organização destinada a formação de líderes, constituída de jovens estudantes secundaristas, mantida pelo Rotary Internacional, no período de 1966/1967.
Fundador e primeiro presidente do Rotaract Club de São José dos Campos, organização destinada a formação de líderes, constituída de jovens estudantes universitários, mantida pelo Rotary Internacional, no período de 1970/1971.
Fundador e presidente do Iepes – Instituto de Estudos Políticos, Econômicos e Sociais, órgão de cooperação partidária do Diretório Municipal do Movimento Democrático Brasileiro (MDB) de São José dos Campos, de 1976 a 1978.
Coordenador do Comitê Brasileiro pela Anistia – CBA/Seção São José dos Campos, em 1979/1980.

Idealizador do Carnaval Comunitário da Vila Industrial  - São José dos Campos, na década de 1970/80.
Foi um dos pioneiros na luta popular pelo direito à moradia na Região do Vale do Paraíba. Em 12 de julho de 1983, durante a ocorrência de um violento confronto entre a polícia e invasores, foi preso e processado sob a acusação de incitar a ocupação e organizar a resistência de cerca de mil pessoas de baixa renda que, em luta pelo direito à moradia, invadiram uma área de 108 alqueires de terra urbana, desocupada, conhecida como Campo dos Alemães, localizada na zona sul do Município de São José dos Campos. Foi solto mediante o pagamento de uma fiança de Cr$ 20.000,00 (vinte mil cruzeiros), cujo valor foi obtido por meio de “vaquinha” feita entre os seus colegas de vereança. Depois desse episódio, sob o comando do Vereador João Bosco, o Movimento de Luta pela Moradia do Campo dos Alemães se estruturou de forma perene e, através de ações cotidianas de conscientização, mobilização e organização conseguiu, cinco anos depois, que a Prefeitura iniciasse a implantação de um inédito Programa Habitacional no município, gestado com a participação popular, que redundou na criação, no mesmo local da invasão, do Bairro do Campo dos Alemães. Hoje, um dos bairros mais populosos do município.
Sobre o ocorrido, o Serviço Nacional de Informações – SNI/Agência de São Paulo, órgão ligado ao gabinete da Presidência da República,  através do Informe n. 1640, de 19 de julho de 1983, tendo como Assunto “Invasões de Áreas Públicas”, elaborou relatório sob a chancela de “CONFIDENCIAL” que se encontra de posse do Arquivo Nacional - Coreg/DF, sob o número ACE 14318/83, onde consta: “... Para o cumprimento da decisão judicial foi necessário o emprego da força por parte dos cinquenta policiais-militares destacados para a missão, pois muitos invasores se recusavam a abandonar a área. Foram presas quinze pessoas, dentre elas o vereador JOÃO BOSCO DA SILVA (PMDB), ligado ao PC do B, acusado de incitar os invasores ao descumprimento da medida judicial. Contra o mesmo foi lavrado um auto de flagrante delito. ”
Anistiado Político, com base na Lei Federal 10.559/2002, mediante decisão do Ministério da Justiça, Portaria nº 934, publicada no Diário Oficial da União em 7 de maio de 2009.
Autor da cartilha intitulada “Fortalecer o PCdoB e Eleger os Nossos Candidatos e Candidatas”, publicada pelo Comitê Estadual do PCdoB de São Paulo, contendo sugestões e orientações práticas visando ao bom desenvolvimento da campanha eleitoral dos comunistas nas eleições municipais de 2012. Com base nessa obra, ministrou cursos e palestras na capital e cidades do interior paulista.

## Atuação Sindical
Idealizador, em conjunto com o Sindicato dos Trabalhadores da Construção Civil de São José dos Campos, da FIT – Festa Independente dos Trabalhadores, realizada anualmente no dia 1º de maio no Parque Novo Horizonte durante 5 anos consecutivos, nas décadas de 1970/80, cujo ponto alto era o Ato Público - no qual se manifestavam, livremente, dirigentes sindicais e lideranças operárias e populares - seguido da distribuição de macarronada à população (que é feita até hoje); tudo em oposição ao tradicional “Desfile Cívico Militar” no centro da cidade, que era fomentado pela Ditadura.
Fundador e dirigente da Apevali – Associação Profissional dos Economistas do Vale do Paraíba e Litoral Norte, na década de 1980.
Participou ativamente de todas as lutas, greves, eleições e campanhas salariais dos trabalhadores joseenses, durante as décadas de 1970 a 1990. Inclusive encabeçou o movimento vitorioso de retomada pelos trabalhadores dos sindicatos que se encontravam nas mãos dos dirigentes nomeados pelo Regime Militar, tais como os sindicatos dos Calçados (Alpargatas), dos Têxteis e dos Metalúrgicos.
Foi um dos fundadores da Central Única dos Trabalhadores Regional do Vale do Paraíba e militante da CTB – Central dos Trabalhadores e Trabalhadoras do Brasil.
Foi Presidente do Sindicato dos Servidores Públicos da Assembleia Legislativa e do Tribunal de Contas do Estado de São Paulo (Sindalesp),de 2002 a 2004. Em cuja direção contribuiu para a obtenção de importantes conquistas dos servidores do Legislativo Estadual Paulista, tais como: data-base, Comissão Permanente de Negociação Coletiva de Trabalho, Cipa, Auxílio Saúde, Auxílio Alimentação, Vale Refeição; bem como, a valorização salarial e profissional da categoria.
Foi um dos idealizadores e coordenador geral do Curso de Legislação Eleitoral “Tudo o que Pode e Tudo o que Não Pode”, promovido pelo Sindalesp,
Fundação Maurício Grabois, Sindicato dos Advogados do Estado de São Paulo e Instituto de Direito Político-Institucional (Idpe), com o apoio institucional do Tribunal Regional Eleitoral – TRE/SP e da Mesa Diretora da Assembleia Legislativa do Estado de São Paulo, no recinto do Palácio Nove de Julho, Parque do Ibirapuera - Cidade de São Paulo, nos anos de 2002, 2004, 2006 e 2008.

## Títulos e Distinções
1º lugar no Concurso de Composição Literária - Categoria Universitária, da Semana da Asa, defendendo o tema "A Força Aérea Brasileira Voando pelo Brasil é Fator de Integração, Segurança e Desenvolvimento", promovido pelo CTA - Centro Técnico Aeroespacial (hoje, DCTA - Departamento de Ciência e Tecnologia Aeroespacial), do Ministério da Aeronáutica, em 1971.
Título de "Colaborador Emérito" da XVI Convenção das Associações Comerciais do Estado de São Paulo, recebido em outubro de 1971.
Sócio Honorário do Clube de Xadrez de São José dos Campos, obtido em 1978.
Diploma de Mérito, conferido pela Apve - Associação dos Pioneiros e Veteranos da Embraer, "pela colaboração e dedicação espontânea à causa da preservação da Embraer, da Indústria Aeroespacial Brasileira e da Tecnologia Nacional", em 8 de junho de 1993.

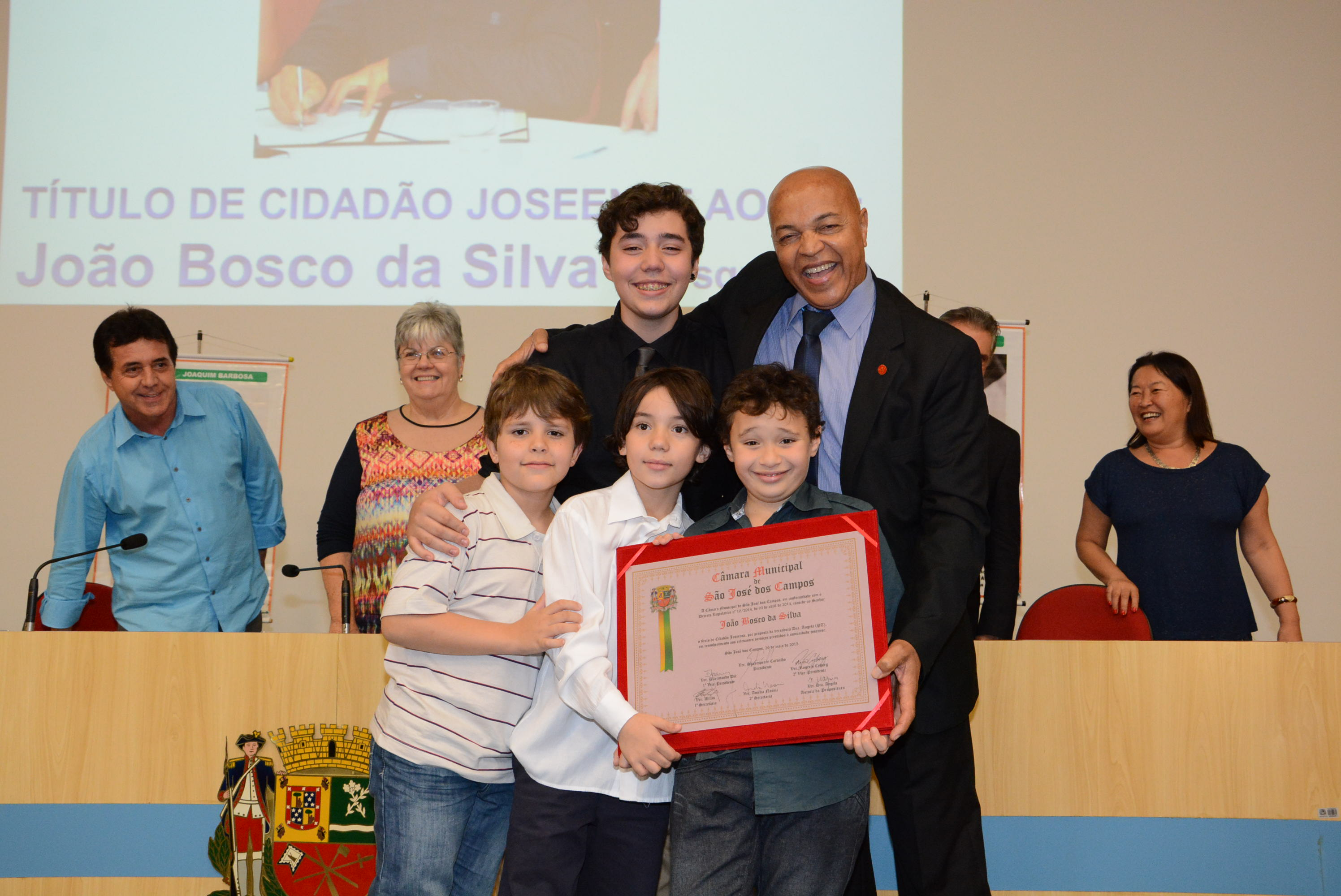
Recebendo o título de Cidadão Joseense - em 26 de maio de 2015.

Homenageado com a Medalha “Parlamentar Constituinte”, cunhada pela Casa da Moeda e autenticada pelo Clube da Medalha do Brasil, em solenidade comemorativa dos 20 anos da Constituição Cidadã que contou com a presença do Senhor Presidente da República Luiz Inácio Lula da Silva, no Palácio do Planalto - Brasília/DF, como reconhecimento à relevante contribuição dada na elaboração da nova Carta, em 22 de outubro de 2008.
Homenageado com a Medalha “Constituinte Municipal”, outorgada pela Câmara Municipal de São José dos Campos/SP, em sessão comemorativa dos 20 anos de promulgação da Lei Orgânica do Município, em abril de 2010.
Homenageado com o "1º Troféu Destaque Negro", concedido pela Comunidade Negra de São José dos Campos, em 2012.
Homenageado pelas Centrais Sindicais brasileiras, pelo Coletivo Sindical de Apoio ao Grupo de Trabalho “Ditadura e Repressão aos Trabalhadores e ao Movimento Sindical” da Comissão Nacional da Verdade, pela Comissão da Verdade dos Metalúrgicos de São José dos Campos e Região e pela Comissão da Verdade da Câmara Municipal de São José dos Campos, em Ato Solene de homenagem aos sindicalistas, trabalhadores e trabalhadoras do Vale do Paraíba que sofreram a repressão da Ditadura Militar, realizado na Câmara Municipal de São José dos Campos, em 26 de Março de 2014.
Homenageado com o "Troféu Bandeirante", entregue pelo presidente da Fupe - Federação Universitária Paulista de Esportes, o judoca Aurélio Miguel, na solenidade de abertura da fase regional dos Jogos Universitários do Estado de São Paulo, em 4 de junho de 2014.
Agraciado em 26 de maio de 2015 com o Título de "Cidadão Joseense", em conformidade com o Decreto Legislativo n. 10/2014, da Câmara Municipal de São José dos Campos, em reconhecimento aos relevantes serviços prestados à comunidade local.